# Марија Селеста (кратер)
Кратер Марија Селеста је велики ударни метеорски кратер на површини планете Венере. Налази се на координатама 23,4° северно и 140,4° источно (планетоцентрични координатни систем +Е 0-360) и са пречником од 97,5 км међу највећим је кратерима на овој планети.
Кратер је име добио према Марији Селести (преминула 1634), италијанско-падованској монахињи и кћерци научника Галилеа Галилеја, а име кратера је 1991. усвојила Међународна астрономска унија.